# Bows & Arrows
Bows + Arrows è il secondo album in studio di The Walkmen, pubblicato nel 2004. L'album è stato autoprodotto ad eccezione di una sola canzone, The Rat, prodotta da Dave Sardy. L'album ha ricevuto un grande successo di critica, apparendo in diverse liste di recensione di fine anno.
Little House of Savages e What's in It for Me sono stati entrambi inclusi nel telefilm per teenager The O.C..
The Rat è stato elencato da Pitchfork al numero 20 delle migliori 500 canzoni degli anni 2000 e da NME al numero 13 delle 100 migliori canzoni degli anni 2000.

## Tracce
1. What's in It for Me – 2:53
2. The Rat – 4:27 (Dave Sardy)
3. No Christmas While I'm Talking – 4:30
4. Little House of Savages – 3:15
5. My Old Man – 4:46
6. 138th Street – 3:02
7. The North Pole – 3:48
8. Hang On, Siobhan – 3:45
9. New Year's Eve – 2:20
10. Thinking of a Dream I Had – 4:33
11. Bows + Arrows – 5:16